# 1209 Pumma
Pumma (asteróide 1209) é um asteróide da cintura principal, a 2,7467929 UA. Possui uma excentricidade de 0,13312 e um período orbital de 2 060,13 dias (5,64 anos).
Pumma tem uma velocidade orbital média de 16,7324399 km/s e uma inclinação de 6,93438º.
Esse asteróide foi descoberto em 22 de Abril de 1927 por Karl Reinmuth.